# Fired Up! - Ragazzi pon pon
Fired Up! - Ragazzi pon pon (Fired Up!) è un film commedia del 2009 prodotto e diretto da Will Gluck e scritto da Freedom Jones.

## Trama
Nick Brady e Shawn Colfax, giocatori di football americano alla Gerald R. Ford High School, decidono di disertare il campo estivo della squadra per partecipare a quello delle cheerleader, con l'obiettivo di incontrare molte ragazze. Durante il campo estivo, però, Nick e Shawn capiscono di divertirsi davvero a fare i cheerleader e si affezionano alla squadra e alle altre compagne, rinunciando ad andarsene, come era nei loro piani iniziali, poco prima della competizione finale contro una squadra rivale, le Pantere. Durante gli allenamenti, Shawn s'innamora della caposquadra Carly Davidson, mentre Nick comincia a corteggiare Diora, la moglie del coach.

## Produzione

### Riprese
Essendo ambientato in Illinois, la maggior parte delle scene a scuola sono state girate nel 2008 alla South Pasadena High School. Il campo delle cheerleader si è tenuto, invece, all'Occidental College.

## Accoglienza

### Incassi
Il film fu considerato insoddisfacente sul piano finanziario. Il budget iniziale era di 20 milioni di dollari e a fine corsa l'incasso fu di 18.599.102 $ in tutto il mondo. Il primo fine settimana di programmazione statunitense approdò in nona posizione incassando 5.483.778 dollari.

### Critica
Al momento dell'uscita, il film ha ricevuto critiche diverse. Rotten Tomatoes gli ha dato una valutazione del 22%, dicendo "nonostante non sia immaturo come le altre commedie per ragazzi, Fired Up non è, però, divertente".
Un commento critico del regista Will Gluck è che gli attori scelti erano forse troppo maturi. Eric Christian Olsen disse, in risposta, "Se, come maturi, intendi tredici anni!".
Il Washington Post fece invece il seguente commento: "Gluck dirige con frenesia, che è quello che si fa quando le riserve di ingegno sono in bancarotta". La recensione più positiva, da Hollywood.com, ammette che è un film soddisfacente: "Una commedia scandalosa e ossessionata dal sesso che ha qualcosa che ti tira su - specialmente se hai 16 anni".